# Mobile Trinkwassergewinnung

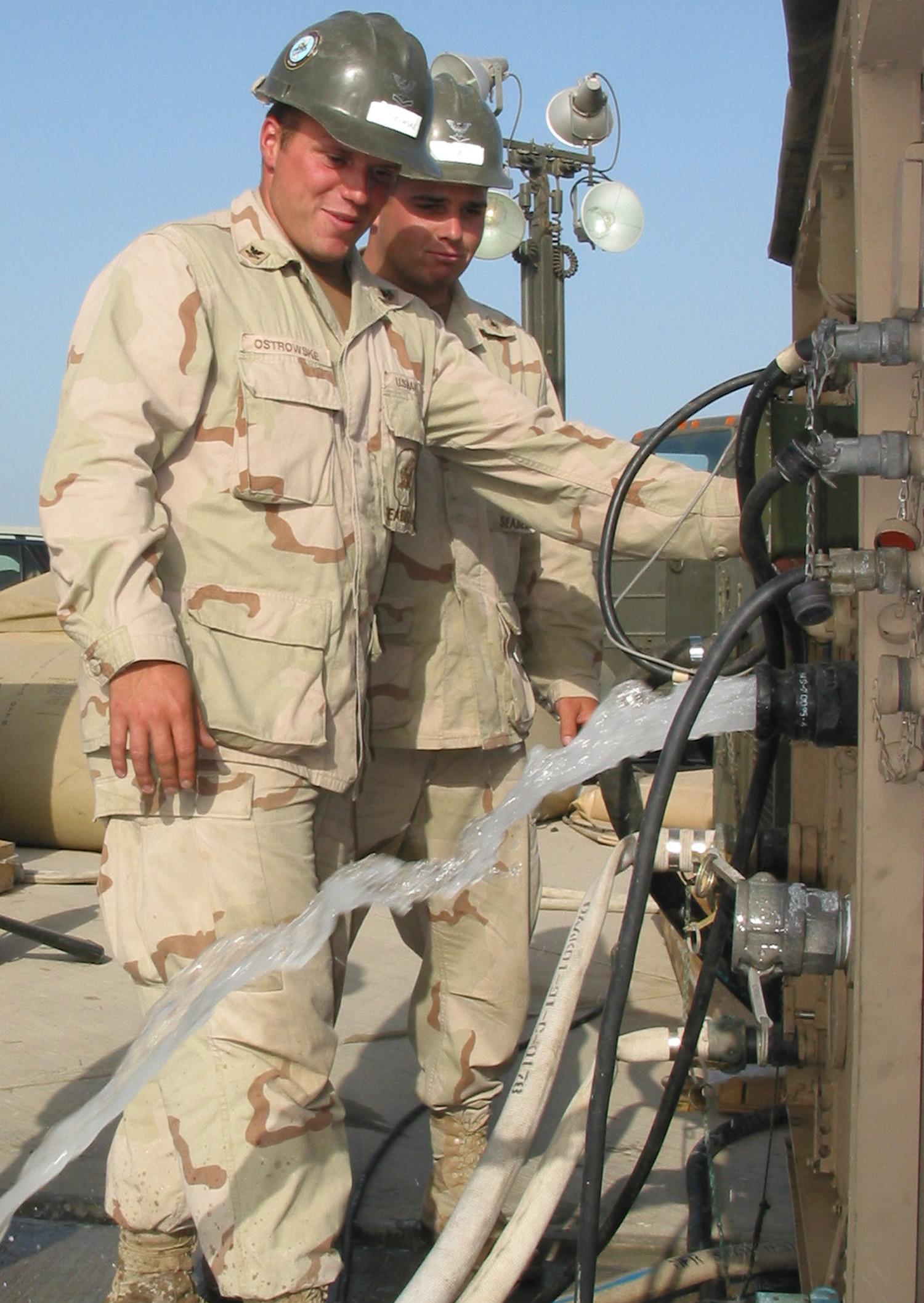
Wasseraufbereitung durch Umkehrosmose

Mobile Trinkwassergewinnung umfasst Methoden, um an Orten ohne oder ohne zuverlässige Wasserversorgung hygienisch unbedenkliches Trinkwasser zu erzeugen.
Portable, mobile oder verlegbare Wasseraufbereitungsanlagen (englisch Portable water purification, point-of-use (POU) water treatment systems, field water disinfection) dienen der ortsveränderlichen Aufbereitung von Rohwasser aus Quellen, Gewässern, oberflächennahem Grundwasser und Wasserspeichern zu keimarmem Trinkwasser ohne giftige Inhaltsstoffen. Die mobile Wasseraufbereitung wird beispielsweise bei Katastrophenfällen, auf Reisen, bei Freiluft-Veranstaltungen sowie vom Militär eingesetzt.
Größere Wassermengen können durch Containeranlagen zur Umkehrosmose, UV-Behandlung oder Filterung bereitgestellt werden.
Bergsteiger, Camper und Reisende verwenden in entlegenen Gegenden verschiedene Arten tragbarer Kleinst-Wasseraufbereitungsanlagen, Wasserreinigungstabletten oder nutzen die Sonnenstrahlung zur Wasseraufbereitung (SODIS).
Der mittels Trinken auszugleichende Wasserverlust durch Schwitzen bei Wanderungen in der Wüste mit einem mittelschweren Trekkingrucksack bei 43 °C Lufttemperatur beträgt etwa 1,3 Liter pro Stunde.

## Wasserverunreinigungsarten und deren Folgen

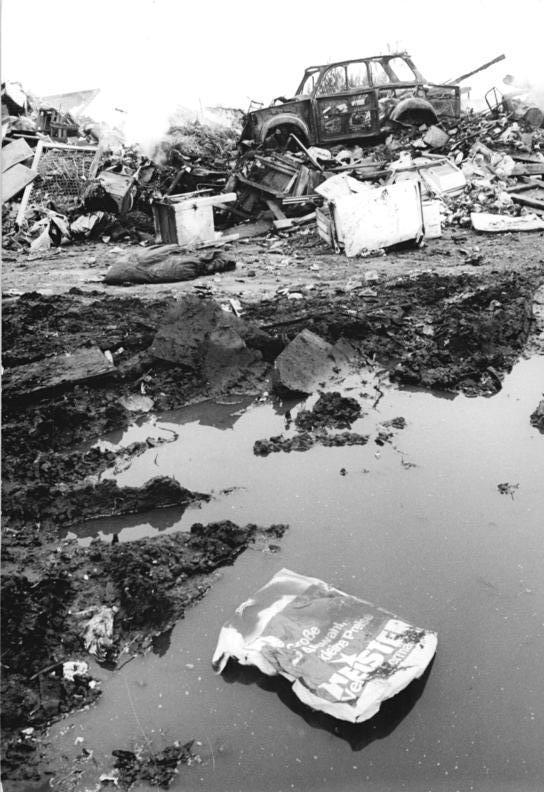
Ein verunreinigtes Oberflächenwasserreservoir

Flüsse können durch häusliche Abwässer, Industrieabwässer und durch vom Regenwasser eingespülte Verschmutzungen mit Pathogenen aus Tierkadavern, Bakterien, Protozoen und Parasiten (z. B. Würmer oder deren andere Stadien aus menschlichen oder tierischen Fäkalien) kontaminiert sein.
Pathogene Stämme von Escherichia coli, einem Darmbakterium, überleben für kurze Zeit außerhalb des (menschlichen) Körpers. Bei Infektion mit EHEC oder Shigella dysenteriae kann es zu blutigen Durchfallerkrankungen kommen.
Giardia lamblia und Cryptosporidium spp. (Protozoen) verursachen beide Durchfall (Giardiasis, Kryptosporidiose) und kommen auch in gemäßigten Breiten vor. In den Tropen muss man außerdem mit Leptospira spp. (Bakterium) rechnen. Auch die Protozoen Cyclospora (Erreger der „Reisediarrhö“, vor allem die mit Cotrimoxazol oder Ciprofloxacin bekämpfbare Art Cyclospora cayetanensis), Balantidium coli (kann Dickdarmgeschwüre erzeugen) und Isospora belli (Durchfall, bei Bedarf ist eine Therapie mit Cotrimoxazol möglich) werden über das Wasser verbreitet.
Weniger häufig in Industrieländern sind Vibrio cholerae, Vibrio eltor (Erreger der Cholera) sowie Salmonellastämme, die Typhus und die schwächere Form, Paratyphus, auslösen können. Metazerkarien des Großen Leberegels (Fasciola hepatica) kommen besonders häufig in von Schafen, Wild oder Rindvieh aufgesuchten Gebieten vor, teilweise auch auf in Wassernähe wachsende Pflanzen (z. B. Brunnenkresse). 
Oft reichen wenige Viren oder Zysten aus, um Virenerkrankungen und Parasitenbefall auszulösen.
Das Immunsystem schützt gesunde Erwachsene hingegen besser vor Bakterienerkrankungen als Kinder und alte Menschen. Die Aufnahme einiger Tausend Typhusbakterien führt bei ihnen nur selten zu einer Erkrankung. Die Gefahr liegt in der Verarbeitung zu Nahrungsmitteln, die dann als Nährböden dienen.

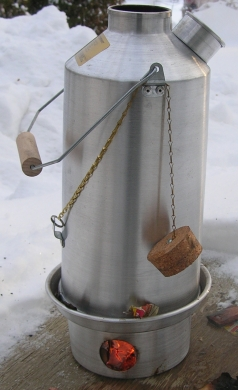
Kelly Kettle, ein Campingkocher mit Holzfeuerung

## Aufbereitungsverfahren

### Abkochen
Durch Abkochen von Wasser werden Bakterien und Mikroorganismen wie Protozoen getötet. Bei Wassertemperaturen über 70 °C werden die meisten pathogene Keime innerhalb von 30 min. und bei 85 °C bis 100 °C innerhalb weniger Minuten abgetötet. In großen Höhen sinkt der Siedepunkt des Wassers, so dass 100 °C nicht erreicht und die Abkochzeit verlängert werden muss. Höhere Siedewassertemperaturen können in Druckkochtöpfen erreicht werden.
Verschmutzungen wie fast alle anorganischen Inhaltsstoffe (beispielsweise Schwermetallsalze, kolloidal verteilte Metalle und deren Oxide) sowie giftige nichtflüchtige organische Substanzen können durch Flockung und anschließender Filterung weitgehend eliminiert werden. Viele giftige organische Verunreinigungen lassen sich mit Aktivkohlefiltern entfernen.

### Filtration

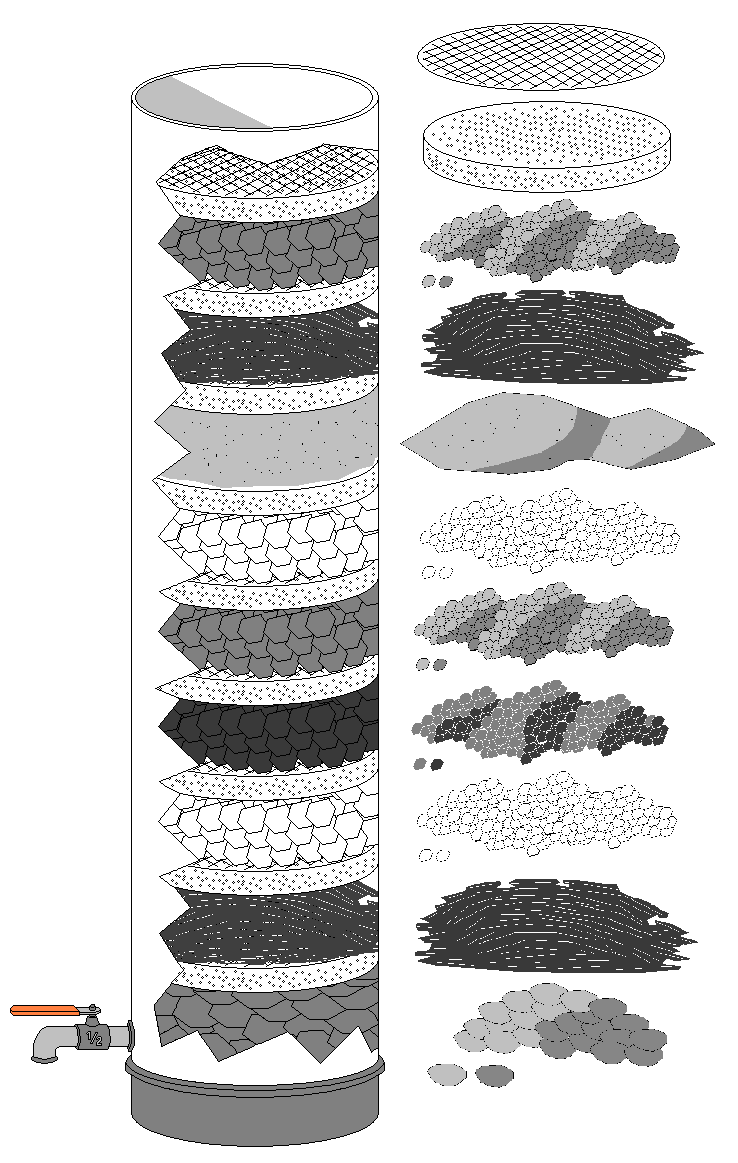
Wasserfiltration in einem PVC-Rohr: von unten nach oben: Kies, Kokosfaser, Alaun, Aktivkohle, Kies, eine chlorfreisetzende Verbindung, glatter Sand, Kokosfaser, Kies; getrennt durch Schwammfilter und Gaze

Tragbare Filterpumpen mit Keramikfiltern, die 5000 bis 50.000 Liter je Filterkartusche liefern und bis zu minimal 0,2 bis 0,3 µm große Krankheitserreger herausfiltern, sind im Handel erhältlich. Manche verwenden auch Filter mit Aktivkohle zur Reinigung. Die meisten Systeme dieses Typs entfernen fast alle Bakterien und Protozoen, aber keine Viren. Deshalb ist zusätzlich eine Desinfektion mit keimtötenden Chemikalien oder UV-Licht erforderlich. Weiterhin werden auch nicht alle fadenförmigen Bakterien (z. B. Leptospira spp. Durchmesser etwa 0,1 µm, die Leptospirose auslösen) mit dem 0,2 µm-Filter von rein mechanischen Systemen, abgetrennt. Um technische Unzulänglichkeiten und sonstige Probleme auszugleichen, sollten zusätzlich Chemikalien wie Chlor, Chlordioxid, Silberchlorid, Iod und Natriumhypochlorit dem aufbereiteten Wasser zugesetzt werden.
Früher wurden häufig Polymer- und Keramikfilter, die eine eingebaute Iodquelle enthielten, für die Nachbehandlung verwendet. Die meisten derartigen Filter werden aber, wegen des unangenehmen Wassergeschmacks und der gesundheitsschädigenden Wirkung des Iods bei längerer Einnahme und bestimmten Vorerkrankungen, nicht mehr angeboten und verwendet.
Die Filter funktionieren, wenn sie neu sind, ausgezeichnet und entfernen viele Bakterien und Pilze. Es besteht aber ein Risiko, dass sie selbst von Mikroorganismen befallen werden. In den letzten Jahren werden deshalb vor allem Keramikelemente und/oder mit Silbernanopartikel behandelte Aktivkohle verwendet, um das Wachstum der Krankheitserreger zu verhindern. Bei höheren Gehalten an ungelösten und kolloidalen Verunreinigungen im Rohwasser besteht die Gefahr, dass sie durch Abfilterung dieser Substanzen verschlammen. Hierdurch kann der Filterwiderstand zu schnell ansteigen und die erzeugte Reinwassermenge unzulässig stark absinken. Lediglich Systeme mit rückspülbaren Filter sind von diesem Problem weniger betroffen.
Größere Containeranlagen besitzen überwiegend für die Filterung folgende Anlagekomponenten:
- Rohwasserpumpe(n)
- eine Flockungseinrichtung
- eine Filtereinrichtung, bestehend aus Feinfilter (aus Keramik oder Kunststoff) oder rückspülbare Filter mit Kies oder/und Aktivkohle oder Anschwemmfilter
- eine Dosierstation für den Zusatz eines Chemikals zur Desinfektion des Reinwassers

### Membranverfahren
Die Membrantechnik eignet sich für verschiedene mobile Wasseraufbereitungsanlagen, da sie modular aufgebaut werden kann und mit der Wahl der Porenweite an die entsprechenden Bedingungen angepasst werden kann.

#### Ultrafiltration
Es gibt bereits auf dem Rücken tragbare Ultrafiltrationseinheiten, die leicht in Katastrophengebiete gebracht werden und Wasser für bis zu 400 Menschen pro Tag aufbereiten können, ohne Elektrizität zu benötigen. Ein Beispiel ist der „Wasserrucksack“.

#### Umkehrosmose
Kleine, handbetriebene Umkehrosmosesysteme wurden ursprünglich für militärische Zwecke in den späten 1980er Jahren entwickelt und waren beispielsweise in Schlauchboote an Bord von Flugzeugen als Überlebensausrüstung integriert. Jetzt gibt es auch Geräte für den zivilen Bereich. Die Pumpenfunktion ist ähnlich wie die bei einer Fettpresse. Hiermit kann Trinkwasser aus Salzwasser gewonnen werden. Um Verkeimungen zu verhindern, sollten diese Geräte in regelmäßigen Abständen desinfiziert werden. Um eine ausreichende Entsalzungsgeschwindigkeit zu erreichen, werden bei Salzwasser gewöhnlich 55 bar angelegt. Entsprechend hoch ist der notwendige Kraftaufwand und selbst die Herstellung kleiner Wassermengen mühevoll. Da die Geräte eine Pumpenmechanik, eine ultrafeine, semipermeable Membran besitzen und hohen Drücken und damit Krafteinflüssen standhalten müssen, sind sie – im Vergleich zu anderen Aufbereitungsmechanismen – recht teuer.

### Adsorption an Aktivkohle

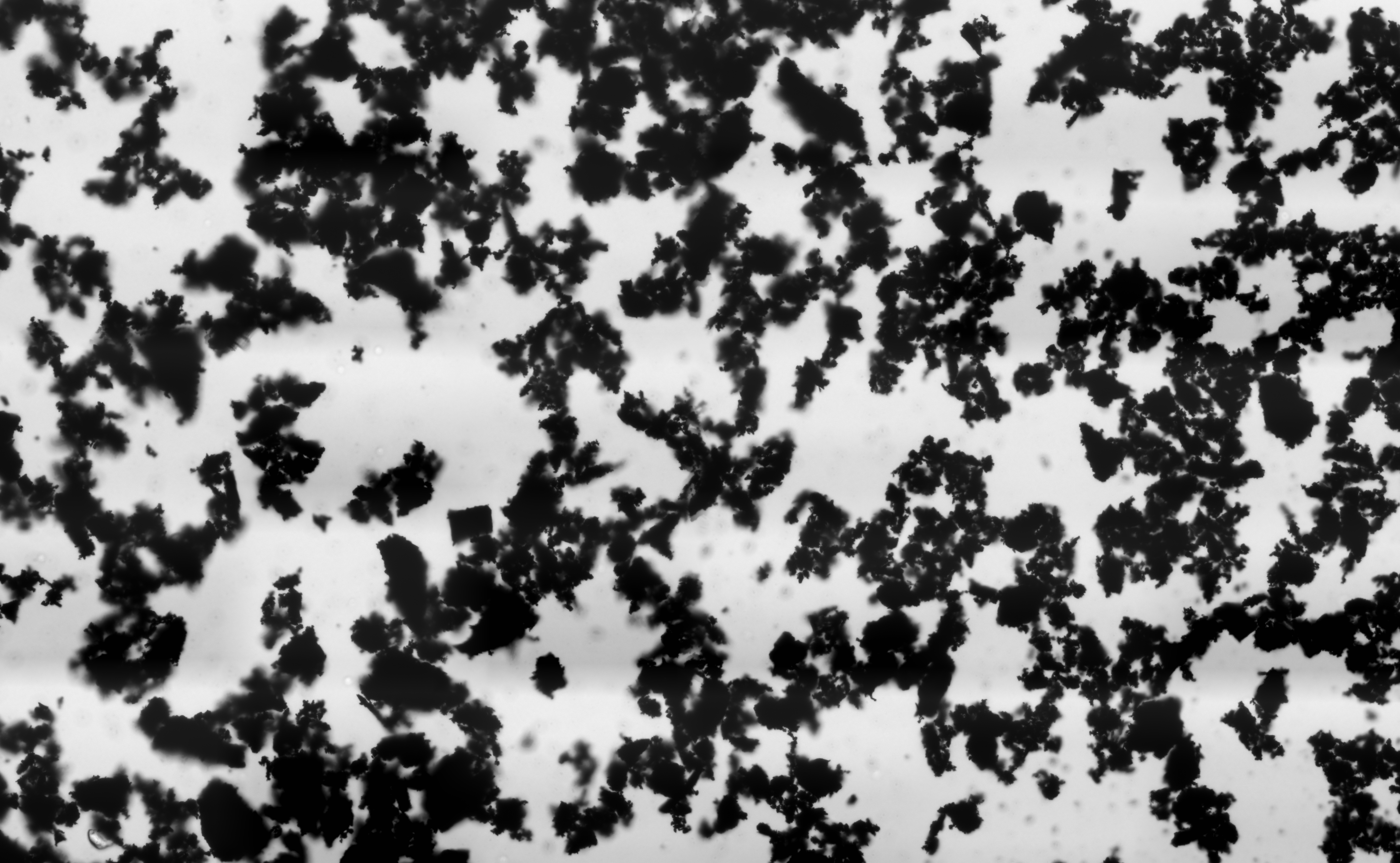
Aktivkohle

Aktivkohle besitzt eine große Oberfläche und adsorbiert viele gelöste und kolloidale Verbindungen. Zu berücksichtigen ist, dass neben für den menschlichen Genuss giftige auch sehr viele ungiftige organische Verbindungen aufgenommen werden. Hierdurch kann das Aufnahmevermögen sich zu schnell erschöpfen.
Überwiegend wird Aktivkohle nur eingesetzt, um organische Verbindungen zu entfernen, die für Geschmack und/oder Geruch stark störend sind. Wegen der guten Abfilterwirkung für kolloidale und ungelöste Substanzen erfolgt der Verwendung üblicherweise nur nach einer vorgeschalteten anderen Filtervorrichtung.
Aktivkohle wird normalerweise deshalb nur zusätzlich für mobile Systeme verwendet, ausgenommen wenn Geschmacks- und Geruchsverbesserung das Hauptziel ist. Letzteres ist beispielsweise bei Haushaltsfilter überwiegend der Fall. Besonders Chloramine, die bei gechlortem Wasser gebildet werden und den Geschmack des Wassers deutlich verschlechtern, werden von derartigen Filtern weitgehend entfernt.

### Ionentauscher
Ionenaustauscher sind in der Lage, bestimmte Anionen und Kationen (Anionentauscher, Kationentauscher, Mischbettverfahren = beide) im Wasser durch andere Ionen zu ersetzen. Echt gelöste nichtionogene organische und anorganische Substanzen passieren den Ionenaustauscher ungehindert. Suspendierte Partikel und ungelöste Partikel führen aber schnell zu einer Verstopfung. Da mit Natronlauge, Salzsäure oder einer Kochsalzlösung die Ionentauscher – je nach Typ – regeneriert werden müssen, werden nur in Sonderfällen Ionenaustauschfilter für mobile Systeme eingesetzt. Beim Einsatz derartiger Filter werden dann aber häufig auswechselbare Ionenaustauschfüllungen verwendet. Hierdurch wird der Umgang mit den nicht ungefährlichen Regenerierchemikalien, stark ätzende Säuren und Laugen, vor Ort vermieden.
Grundsätzlich dürfen nur besonders reine Ionenaustauschharze für die Aufbereitung von Trinkwasser verwendet werden. Die Abgabe von organischen Bestandteilen ist für TOC auf max. 3,0 mg/l begrenzt.
Für Gegenden, in denen das Trinkwasser hohe Gehalte an Karbonathärte enthält, kann mit speziellen Haushaltsfiltern die Wasserqualität verbessert werden. Diese enthalten regeneriertes schwach saures Kationenaustauschharz und zusätzlich Aktivkohle. Mit diesen Filtern kann das Wasser teilentsalzt und zusätzlich im Geschmack und Geruch verbessert werden.

### Chemische Wasserentkeimung
„Es ist zu beachten, dass niemals allein durch Zusatz von Desinfektionsmitteln eine Desinfektion bewirkt wird, sondern immer nur in Kombination mit einer [anderen] Aufbereitungsmaßnahme.“ Deshalb ist die bloße Chlorung von Wasser keine, aber die Filtration zur Trübstoffentfernung und anschließende Chlorung ist eine Wasseraufbereitungsmaßnahme.

#### Iodbasierte Lösungen

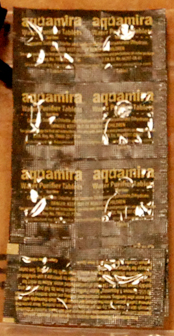
Iodtabletten gehören zur Notfall-Überlebensausrüstung der U.S.-Army-Soldaten in Afrika

Die Wirkung von Iod geht auf die Präzipitation (Ausfällen) von Proteinen, Adsorption und Penetration zurück. Dies geschieht für viele Keime in ähnlichen Zeitspannen. Iod sollte nicht in Kaliumiodid gelöst werden, da sonst die Wirksamkeit durch Bildung von Triiodid und Periodid nachlässt. Der pH-Wert sollte niedrig, die Temperatur hoch und die Verschmutzung mit organischen Substanzen gering sein, um eine optimale Wirkung zu gewährleisten.

##### Iodtabletten

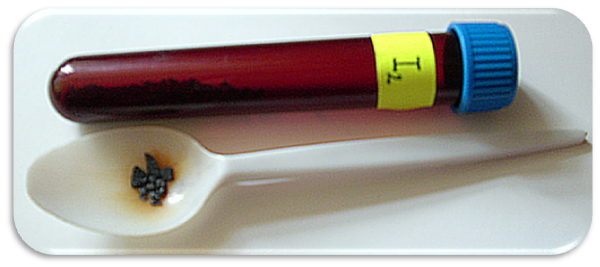
Elementares Iod

Wenn Iod zur Wasserbehandlung eingesetzt wird, wird es in Form einer Lösung, in kristallisierter Form oder durch das Tetraglycinhydroiodid, welches in Wasserreinigungstabletten enthalten ist, freigesetzt. Eine Wasserreinigungstablette setzt beim Auflösen 8 mg Iod frei.
Das Iod tötet viele – aber nicht alle Keime aus natürlichen Süßwasserquellen. Es ist eine unvollkommene, aber einfache Möglichkeit der Wasserentkeimung. Nach der Iodtablette wird meist eine zweite Tablette aufgelöst, die aus Ascorbinsäure (Vitamin C) besteht, als Reduktionsmittel wirkt und dadurch vorhandenes Iod in geschmackloses Iodid überführt. Wichtig ist auch hier die Reihenfolge; zuerst muss die Iodtablette angewendet werden und das Iod muss genug Einwirkzeit (ca. 30 min. für warmes, klares Wasser; > 30 min. für trübes, kaltes) haben, um sicheres Trinkwasser zu erhalten.
Die Einnahme von Iod über Tetraglycinhydroiodid-Tabletten senkt auch die Aufnahme von radioaktiven Isotopen des Iods, wie es beispielsweise nach Reaktorunfällen freigesetzt wird. Allerdings wird Iod nicht von allen Menschen vertragen. Bei bestimmten Allergien, Krankheiten und Lebenslagen (nicht immunogene Hyperthyreose und Schwangerschaft) ist die Anwendung daher kontraindiziert. Wer weiß, dass er iodhaltige Kontrastmittel, welche bei Röntgenuntersuchungen eingesetzt werden, nicht verträgt, muss auf eine andere Methode der Entkeimung umsteigen.
Tetraglycinhydroiodid-Tabletten sind – dicht verschlossen – lange haltbar, wenngleich einige Hersteller von der Nutzung 3 Monate nach Erstöffnung abraten.

##### Elementares Iod
Eine preiswertere Alternative ist der Einsatz von Iodkristallen (auf dem U.S.-Markt z. B. unter dem Namen Polar Pure).
Dabei wird eine kleine Menge Wasser in eine Glasflasche gegossen, welche die Iodkristalle enthält, 30 min. gewartet („Desinfektionslösung“) und nur so viel wie benötigt in eine größere Menge unbehandelten Wassers (Feldflasche o. Ä.) gefüllt. Nach kurzer Wartezeit – und einer verlängerten bei Kaltwasserbehandlung – ist das Wasser in der Feldflasche als Trinkwasser brauchbar.
Der Vorteil dieser Methode besteht in den großen Quantitäten (ca. 5600 l) an Trinkwasser, die mit Hilfe dieser Methode aus einer kleinen, Iodkristalle enthaltenden Flasche hergestellt werden können.
Reines Iod weist eine langfristigere Haltbarkeit, als Tetraglycinhydroiodid auf, wenn es stets dicht verschlossen und unter Wasser aufbewahrt wird. An der Luft sublimiert Iod.
Vorsicht ist vor dem Verschlucken von Iodkristallen und dem Einfrieren der Flasche in kalten Umgebungen geboten.

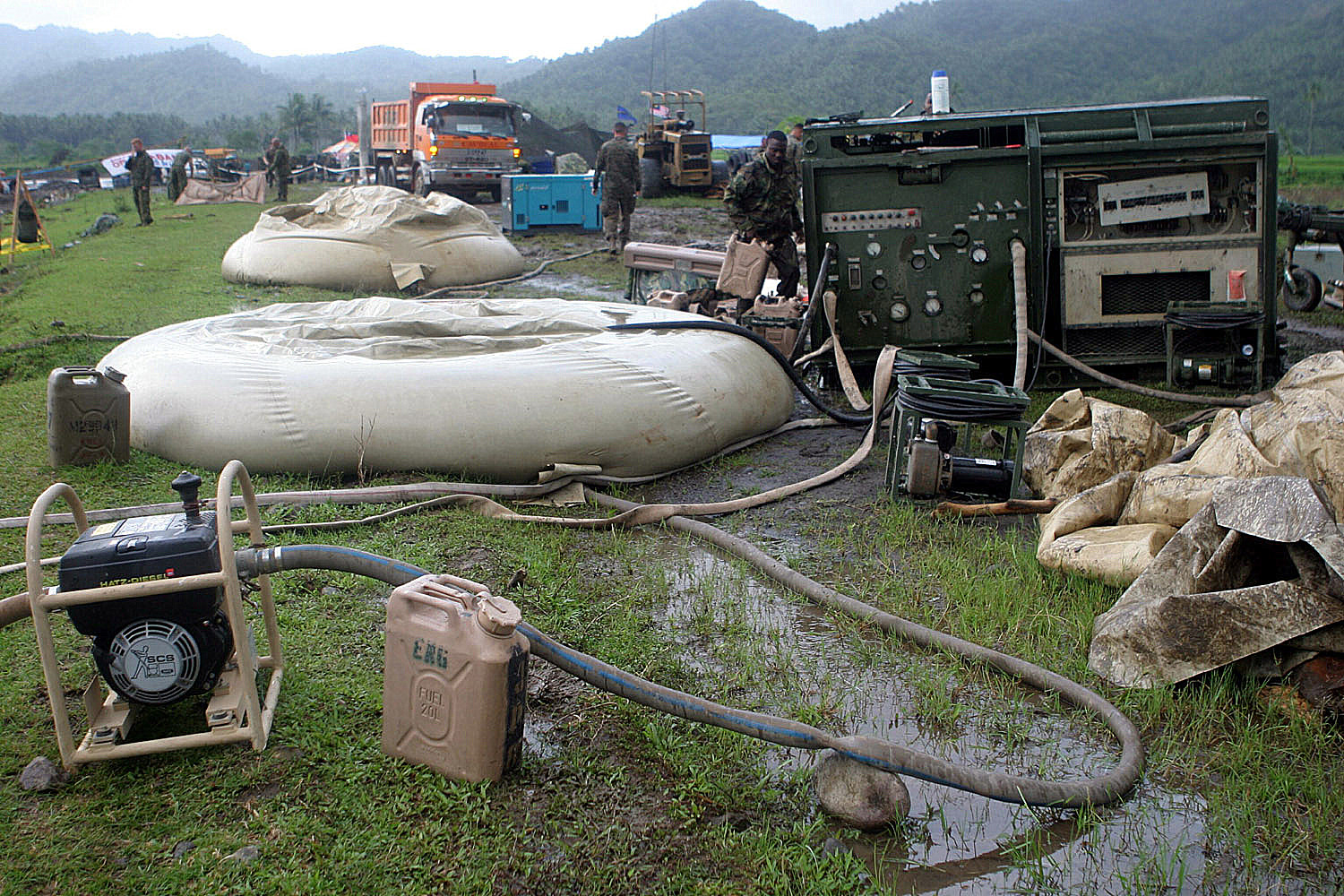
U.S. Marines bereiten eine Chlorlösung zur Wasserentkeimung vor

#### Chlorbasierte Lösungen

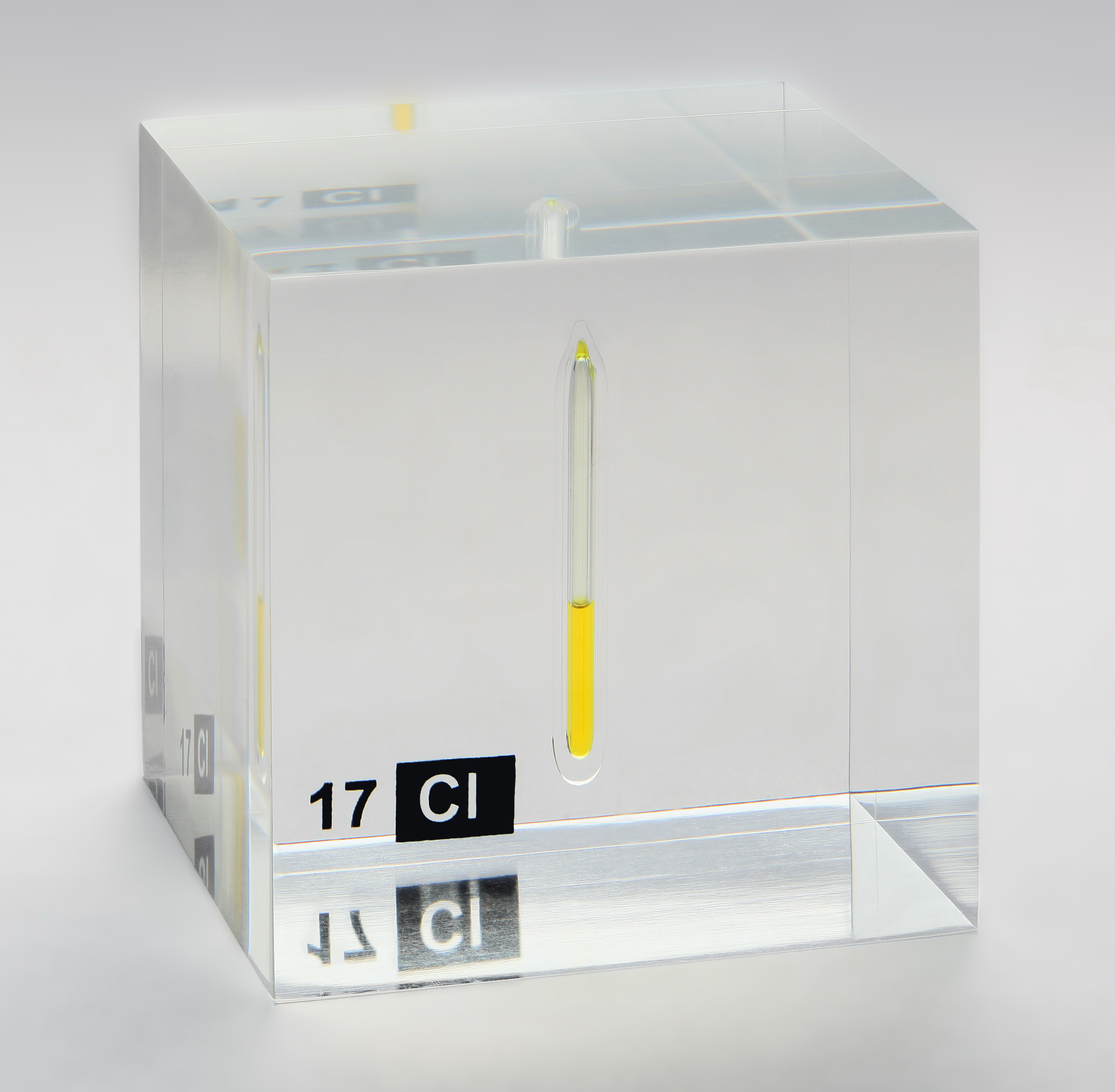
Reines Chlor ist giftig und deshalb schwer zu handhaben

Die mikrobizide Wirkung des Chlors und seiner Derivate geht auf dessen Reaktion mit Zellproteinen (struktureller und enzymatischer Natur) und Nukleinsäuren zurück. Dadurch besitzt es ein breites, alle Mikroorganismen erfassendes Wirkungsspektrum, wobei Sporen aber wesentlich langsamer abgetötet werden, als stoffwechselaktive (vegetative) Keime. Die in Deutschland zur Trinkwasserdesinfektion übliche Chlorkonzentration beträgt maximal 0,3 mg/l und in Bedarfsfällen vorübergehend 0,6 mg/l. Dagegen wird meist eine weitaus höhere Konzentration bei der mobilen Trinkwassergewinnung benötigt. Das sind beispielsweise bei leichter Verschmutzung 4 ppm, bei mittlerer Verschmutzung sind 10 ppm, bei sichtbar verschmutztem Wasser 20 ppm freien Chlors (engl. ppm av.cl) anzuwenden.
Beim Lösen oder Freisetzen von Chlor entstehen durch Disproportionierung Hypochloritionen:
Cl2 + H2O (Edukte) ↔ HClO + HCl (Produkte)
Chlor + Wasser ↔ Hypochlorige Säure + Salzsäure
Wird die Salzsäure gebunden, kann sich das chemische Gleichgewicht auf die Seite der Produkte verlagern und es entsteht viel Hypochlorit, das ein starkes Oxidationsmittel ist. Weitere Faktoren, die ein Gelingen der Desinfektion befördern sind ein kleiner pH-Wert, geringe Chlorzehrung (Reaktion des Chlors mit anderen Stoffen oder Adsorption), hohe Temperatur und ein hohes Redoxpotential (je nach pH-Wert). Chlor ist dreimal wirksamer im Einsatz gegen Escherichia coli, als eine Iodlösung gleicher Konzentration.
Selbst Chlorkonzentrationen von 10 ppm vermögen aber nicht alle Keime abzutöten: So überleben Mycobacterium tuberculosis (Tuberkuloseerreger, hier wären 50 ppm nötig) und die Pilze Aspergillus niger und Rhodotorula flava. Für Hepatitisviren sind 30 min. mit 3,25 ppm bei pH 6,8 nötig.
Weder Chlor noch Iod gelten als vollständig wirksam gegen Cryptosporidium, obgleich sie eine gewisse Wirksamkeit gegen Giardia intestinalis zeigen. Dazu muss die Iodlösung mindestens 30 min. auf das zu behandelnde Wasser einwirken. Eine bessere Ausrüstung enthält daneben einen 0,2 µm Keramik-Pumpenfiltereinsatz, der der chemischen Entkeimung vorgeschaltet ist und Protozoen, Bakterien und große Viren entfernt. Diese Kombination ist schon bei leicht trüben Wasser effektiver, als die UV-Behandlung, da bei dieser klares Wasser nötig ist.

##### Halazontabletten
Halazontabletten (p-(N,N-Dichlorosulfamyl)benzoesäure, engl. „Halazone“) wurden früher häufig benutzt. Im 2. Weltkrieg häufig von Soldaten der U.S. Armee benutzt und bis 1945 in Zubehörpaketen für Einmannpackungen enthalten, bestand das Hauptproblem in der Haltbarkeitsbeschränkung (≤ 3 Tage) angebrochener Flaschen.
Eine Tablette enthält dabei 4 mg Halazon, das mit Natriumchlorid und Soda (Natriumcarbonat) stabilisiert ist. Bei der Desinfektion 1 l Wassers stellt sich eine Konzentration von 4 ppm ein, welche E. coli, Salmonella typhi und Vibrio comma innerhalb von 30 min. abtötet.

##### Natriumdichlorisocyanurat

Strukturformel von NaDCC

Natriumdichlorisocyanurat (NaDCC), das Natriumsalz der Dichlorisocyanursäure, hat die Halazontabletten weitestgehend vom Markt gedrängt. NaDCC wird mit einem Brausepulver (hier: Adipinsäure und Natriumhydrogencarbonat) verpresst, um die Auflösungsgeschwindigkeit zu verbessern.
Bei der Zersetzung in Wasser entstehen Hypochlorige Säure (wirksam) und Cyanursäure.
Na(Cl2Icy) + 2 H2O → 2 HClO + 2 H+ + NaIcy2−
Chlorbleichtabletten stellen eine stabilere Grundlage zur Wasserdesinfektion dar, als flüssige Bleichmittel (Natriumhypochlorit), da die Wirkung der flüssigen mit der Zeit beeinträchtigt wird und diese bei Tests widersprüchliche Ergebnisse lieferten und diese somit als zu unzuverlässig für den Laien einzustufen sind. Ungeachtet dessen, dass chlorbasierte mobile Wasseraufbereitung in Tablettenform, wie die Halazontabletten weitestgehend verdrängt wurde, können chlorhaltige Bleichmittel zu Kurzzeitnotwasserversorgung eingesetzt werden. 
Zwei Tropfen unparfümierten, 5%igen Bleichmittels können pro Liter zugesetzt und dann lässt man es 30 bis 60 Minuten zugedeckt stehen. Nach dieser Behandlung wird die Abdeckung entfernt und das Wasser offen stehen gelassen, um Chlorgeruch und -geschmack zu minimieren. Die Organisationen Centers for Disease Control & Prevention (CDC) und Population Services International (PSI) befördern ein vergleichbares Produkt (eine 0,5 bis 1,5%ige Natriumhypochloritlösung) unter ihrer Wassersicherheitsstrategie (englisch Safe Water System (SWS)).
Die Produkte werden unter diversen Namen in Entwicklungsländern verkauft und abgegeben.

##### Chlorit-Säure-Verfahren

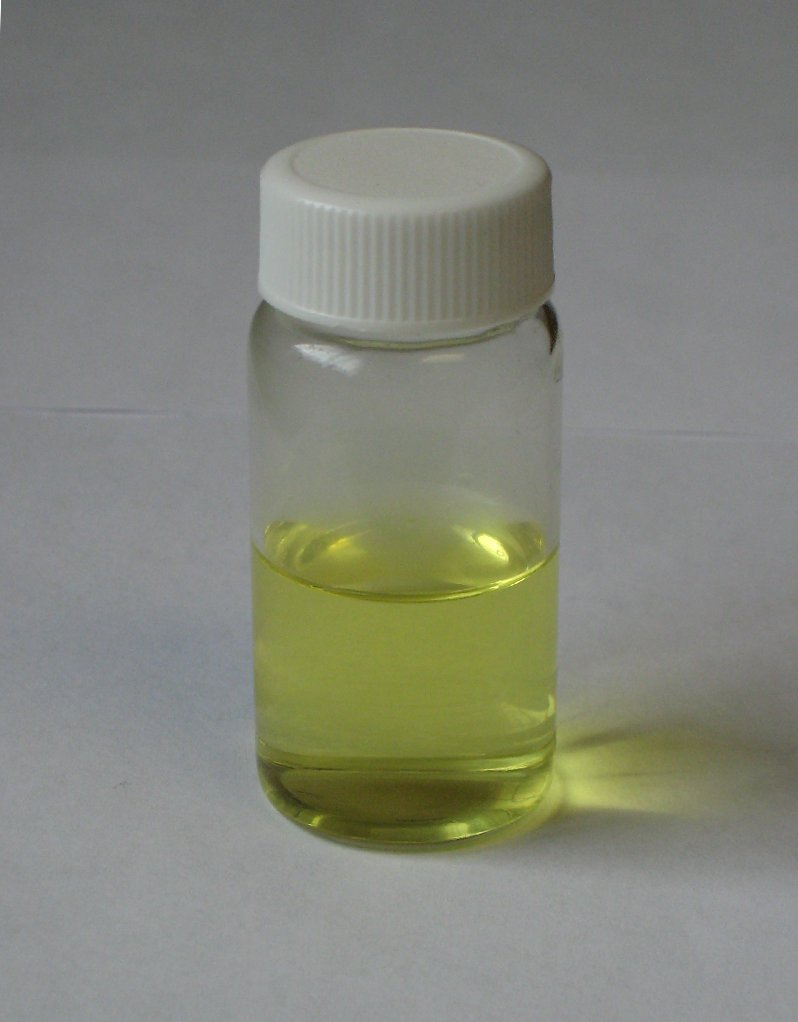
Chlordioxid hat die 2½-fache Oxidationswirkung verglichen mit Chlor und ist ebenfalls schwierig in der Handhabung. Deshalb muss es vor Ort hergestellt werden.

Darüber hinaus ist das Chlorit-Säure-Verfahren besonders in Notstandsgebieten interessant:
Dazu werden 1,6 mg Natriumchlorit und 1,5 mg Amidosulfonsäure auf einen Liter Wasser gegeben. Diese einfach handhabbare Mischung setzt durch eine chemische Reaktion 1 ppm Chlor frei.
5 NaClO2 + 4 HSO3NH2 → 4 ClO2 + 4 NaSO3 + NaCl + 2 H2O
Natriumchlorit + Amidosulfonsäure → Chlordioxid + Natriumamidosulfonat (oder -sulfamat) + Natriumchlorid + Wasser
Chlordioxid besitzt den Vorteil, üble Gerüche phenolhaltiger Wässer zu entfernen; Amidosulfonate mildern Geruch, Geschmack und Reizwirkung des durch eine weitere Reaktion entstehenden Hypochlorits.

#### Silberbasierte Lösungen
Eine Alternative besteht in bestimmten Fällen durch Nutzung Silberionen- und Chlordioxid-Tabletten, die unter Markennamen wie Micropur Forte, Aquamira und Pristine verkauft werden. Wenn diese richtig angewendet werden, hinterlassen sie kaum Geschmack und töten Cryptosporidium und Giardia ab. Der Hauptanwendungsnachteil liegt in der langen Einwirkzeit, welche normalerweise 30 Minuten. bis 4 Stunden beträgt. Die im Wasser verbleibenden Silberionen verbessern die Haltbarkeit, sind aber allein nicht zur Wasserdesinfektion geeignet. Chronisch sollte man dieses Verfahren nicht anwenden, sonst kann sich Silber in bestimmten Körpergeweben ablagern und ansammeln, was zur seltenen Krankheit Argyria führt. Die Chlordioxidbehandlung ist rund viermal teurer, als die Iodbehandlung.

#### Peroxide – Sauerstoffbasierte Lösungen
Viele Peroxide sind wegen komplizierter Handhabung oder geringer Wirkung nicht für die Mobile Wasserentkeimung zu gebrauchen. Natriumperborat kann mit einer aktivierenden Substanz Peressigsäure bilden. Es wird in Mundwässern und Mundspülungen eingesetzt. Deshalb darf man wohl wenigstens von einer bakteriostatischen Wirkung ausgehen.

### UV-Lichteinwirkung

Mutagene Wirkung von UV-Licht auf die DNA

UV-Licht induziert die Ausprägung kovalenter Quervernetzungen (crosslinks) auf DNA (Thymin) und RNA (Uracil) und verhindert somit die Vermehrung von Mikroben, welche dadurch unschädlicher werden. Keimtötende UV-C-Strahlung (100–280 nm) wird von Thymin, (durch seinen aromatischen Strukturbestandteil) absorbiert. Bei benachbarten Molekülen auf der DNA-Helix, wird dann eine kovalente Bindung zwischen den beiden gebildet. Dadurch kann die DNA an diesen Stellen nicht mehr gelesen und in mRNA übersetzt werden, was bei proteienkodierenden Genen dazu führt, dass das Protein nicht mehr hergestellt werden kann.
UV-Wasseraufbereiter werden auch – meist um Algen zu töten – an kleinen Teichen im Garten und Aquarien eingesetzt. Vorteil sind die Langlebigkeit und Kompaktheit der Geräte. Nachteilig ist der Stromverbrauch und die Notwendigkeit klaren Wassers ohne Sedimente. Außerdem leben immer noch einige Mikroben, und wenn das Wasser sichtbarem Licht ausgesetzt wird, beginnen Reparaturenzyme (Photolyasen) die DNA der Mikroorganismen wieder zu reparieren. Daher darf UV-behandeltes Wasser keinem Licht ausgesetzt werden, wenn man nicht vorhat, es gleich zu verwenden.
Ein weiteres Problem besteht in einer gewissen Resistenz einiger Krankheitserreger gegen UV-Strahlung. Früher ging man davon aus, dass Zysten von Protozoen am wenigsten durch UV-Strahlung angegriffen werden, was aber durch eine neuere Studie widerlegt wurde. Es war lediglich eine Dosis 6 mJ/cm² nötig. Dagegen sollen nun Viren das Problem durch den 10 bis 30 Mal höheren Bedarf an Strahlendosis darstellen. Daher wird die vorherige Filtrierung – vor allem um Farbstoffe zu entfernen – vorgeschlagen.

### Wasserentkeimung durch Sonnenlicht

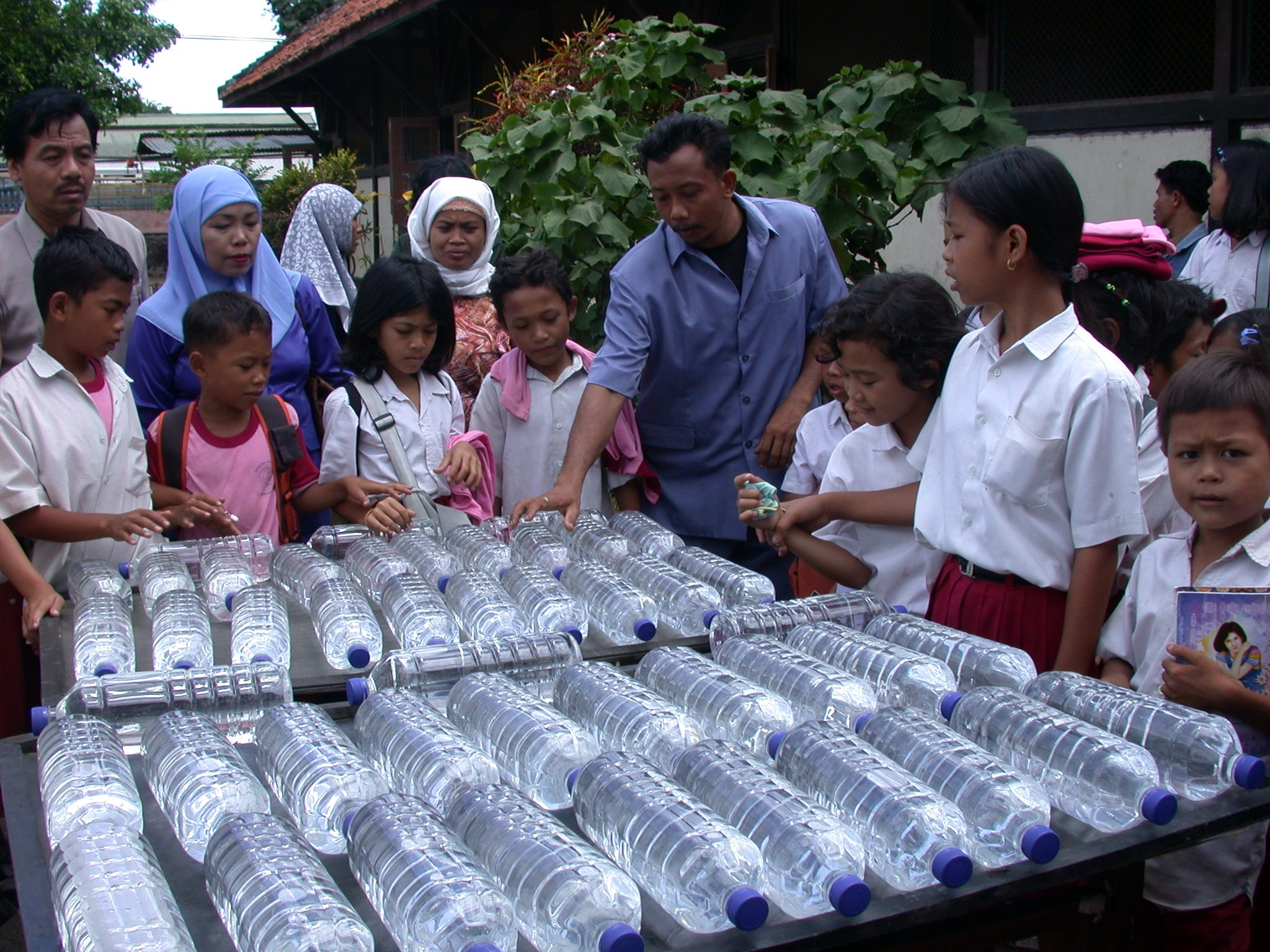
PET-Flaschen unter indonesischer Sonne

SODIS (Abkürzung für Solar Water Disinfection) ist ein Verfahren zur Wasserentkeimung und beruht auf der keimtötenden Wirkung der UV-A-Strahlung (indirekte DNA Schäden) des Sonnenlichts. Die Mikroben werden durch Temperatur und UV-A-Licht (Wellenlänge 320–400 nm) innerhalb farbloser PET-Plastikflaschen eliminiert.
Dazu wird das Wasser in den Flaschen mit Sauerstoff angereichert, indem sie – unvollständig gefüllt – geschüttelt werden.
Anschließend wird aufgefüllt und die Flaschen werden direktem Sonnenlicht ausgesetzt, wozu sich zur Sonne ausgerichtete Wellblechdächer (Wegrollschutz) gut eignen. Sechs Stunden unter prallem Sonnenlicht oder zwei Tage bei unbeständigem Wetter mit Sonne reichen, um nahezu alle möglichen Mikroben abzutöten. Dieses Verfahren ermöglicht die kostengünstige Trinkwassergewinnung in Entwicklungsländern und in Ausnahmesituationen. Glasflaschen können nicht verwendet werden, weil diese im UV-Bereich stark absorbieren.

### Destillation durch Sonnenstrahlung

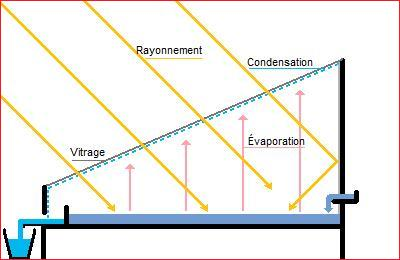
Destillation durch Sonnenstrahlung

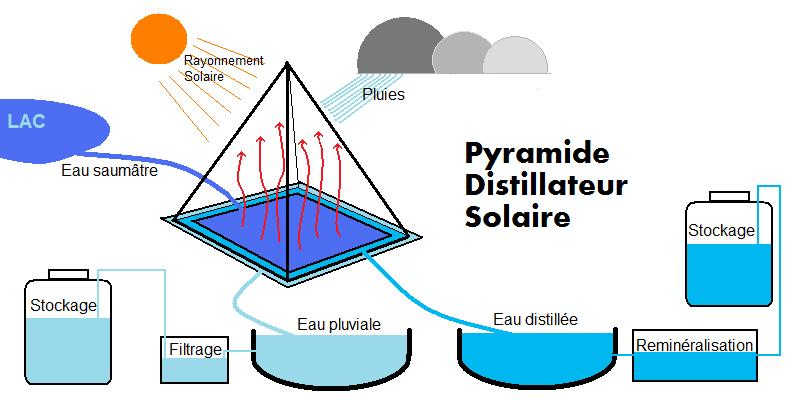
Destillation durch Sonnenstrahlung

Destillation durch Sonnenstrahlung

Destillation durch Sonnenstrahlung den Watercone

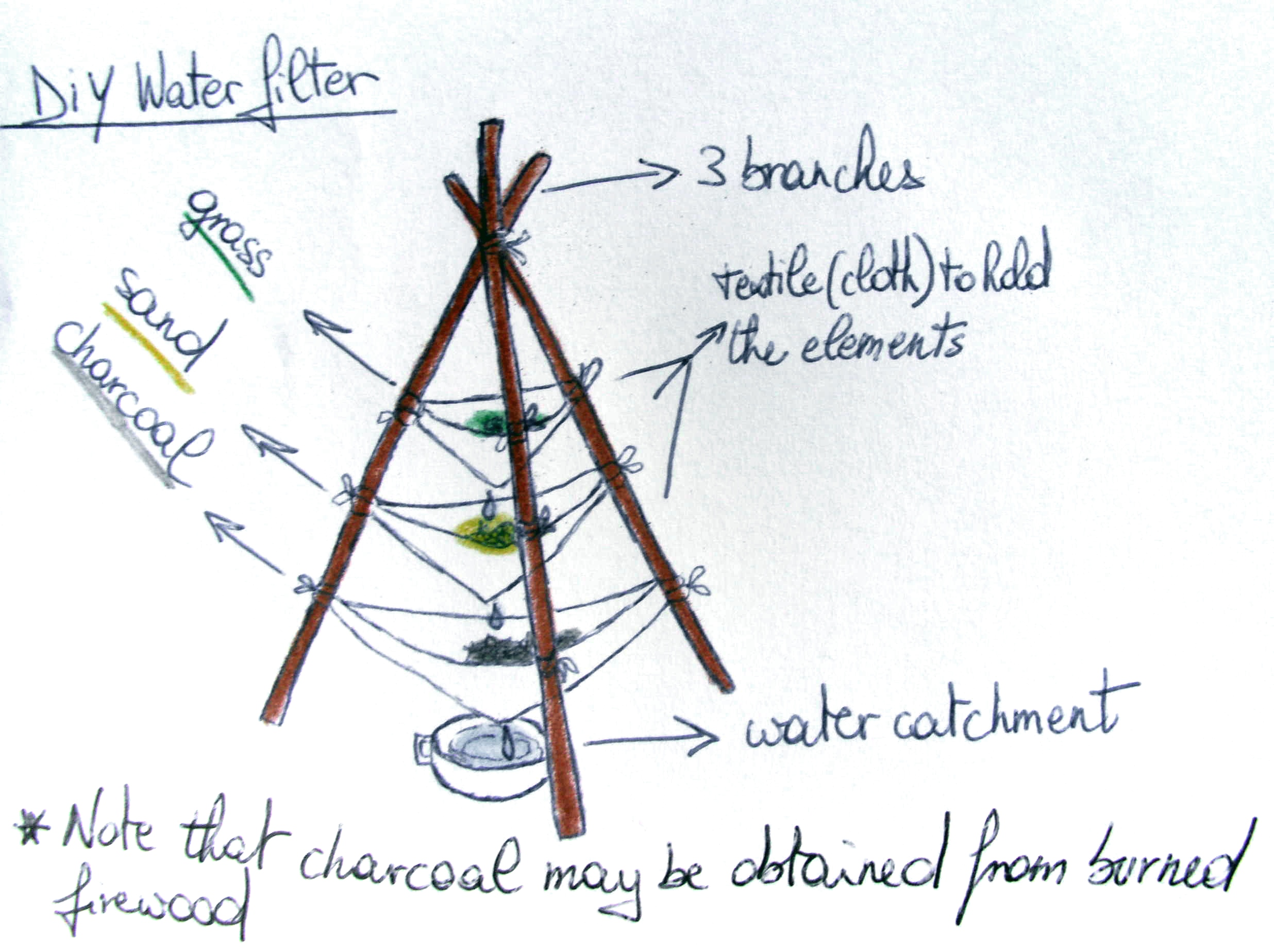
Ein selbstgebauter „Wasserfilter“

Solardestillation kann in bereits vorgefertigten Sonnen-Destillationsapparaturen oder behelfsmäßig mit Hilfe oft verfügbarer Bestandteile, die über eine in den Boden gegrabene Vertiefung deponiert werden.
Eingestrahlte Sonnenenergie erwärmt das Wasser, bis es verdampft. Der Wasserdampf kondensiert normalerweise an einer Kunststofffolie, die als umgedrehter Kegel aufgehängt ist und tropft in ein Auffangbehältnis, das unterhalb der Mitte angebracht ist. Um eine kontinuierliche Arbeitsweise zu erreichen, wird das Wasser aus dem Behältnis mit einem Schlauch nach außen geleitet. So wird ein häufiges Öffnen der Apparatur, bei dem die Wasserdampfatmosphäre unter der Abdeckung verloren geht, überflüssig.
Es besteht ferner die Möglichkeit, einen Plastikbeutel über einen bewachsenen Flecken zu stülpen und das Atmungswasser der Pflanzen damit aufzufangen. 
Diese Methode, auch wenn viele gleiche Materialien verwendet werden, sollte nicht mit SODIS verwechselt werden. Durch Destillation lässt sich im Extremfall sogar aus Salzwasser oder dem eigenen Urin brauchbares Trinkwasser herstellen.
Durch die große benötigte Verdampfungsenthalpie und die hohe spezifische Wärmekapazität des Wassers ist diese sichere Methode aber recht ineffizient.
Hier eine Beispielrechnung:
Die Fragestellung: „Wie viel Wasser kann pro Zeiteinheit verdampft und damit idealerweise gewonnen werden.“
| Beispielrechnung: Legende | Beispielrechnung: Legende | Beispielrechnung: Legende |
| --- | --- | --- |
| {\displaystyle S_{0}\colon } Sonnenbestrahlungsstärke, {\displaystyle \beta \colon } Einfallswinkel, {\displaystyle q_{v}(\mathrm {H_{2}O} )\colon } spezifische Verdampfungsenthalpie von Wasser, {\displaystyle c(\mathrm {H_{2}O} )\colon } spezifische Wärmekapazität von Wasser, {\displaystyle \Delta {\text{T}}\colon } angenommene Temperaturdifferenz: aktuelle Temperatur zur Siedetemperatur, {\displaystyle d\colon } Durchmesser der Anlage, {\displaystyle P\colon } Solar-Leistung, {\displaystyle t\colon } Zeit, {\displaystyle E\colon } Energie, {\displaystyle Q\colon } Wärme | | |
| Beispielwerte | | |
| {\displaystyle S_{0}=350\,\mathrm {W/m^{2}} ,\beta =70^{\circ },q_{v}(\mathrm {H_{2}O} )=2256\,\mathrm {kJ/kg} ,c(\mathrm {H_{2}O} )=4{,}19\,\mathrm {kJ/(kg\cdot K)} ,\Delta T=70\,\mathrm {K} ,d=1\,\mathrm {m} } | | |
| Nr. | Herleitung | Rechnung |
| (1) | {\displaystyle S=S_{0}\cdot \sin(\beta )}                                                                                                   | {\displaystyle {\text{Berechnung der Kreisfläche:}}} |
| (2) | {\displaystyle P_{\text{Sonne}}=S_{0}\cdot \sin(\beta )\cdot A}                                                                             | {\displaystyle A=d^{2}\pi /4}{\displaystyle =1m^{2}\pi /4=\pi /4m^{2}} |
| (3) | {\displaystyle {\text{Energiebilanz:}}} | {\displaystyle {\text{Einsetzen in Herleitung (10):}}} |
| (4) | {\displaystyle E_{\text{gebraucht}}=E_{\text{Sonne}}}                                                                                       | {\displaystyle {\frac {m(\mathrm {H_{2}O} )}{t}}=\mathrm {\frac {350\,{\frac {W}{m^{2}}}\cdot \sin(70^{\circ })\cdot {\frac {\pi }{4}}\,m^{2}}{4{,}19\,{\frac {kJ}{kg\cdot K}}\cdot 70\,K+2256\,{\frac {kJ}{kg}}}} } |
| (5) | {\displaystyle Q_{\text{heiz}}+Q_{\text{verdampf}}=P_{\text{Sonne}}\cdot t}                                                                 | {\displaystyle {\frac {m(\mathrm {H_{2}O} )}{t}}\approx 0{,}1\cdot 10^{-3}\mathrm {\frac {kg}{s}} ={\underline {\underline {0{,}1\,\mathrm {\frac {g}{s}} }}}}                                                       |
| (6) | {\displaystyle Q_{\text{heiz}}+Q_{\text{verdampf}}=P_{\text{Sonne}}\cdot t}                                                                 | Einheitenbetrachtung |
| (7) | {\displaystyle c(\mathrm {H_{2}O} )\cdot m(\mathrm {H_{2}O} )\cdot \Delta T+q_{\text{v}}\cdot m(\mathrm {H_{2}O} )=P_{\text{Sonne}}\cdot t} | {\displaystyle {\frac {[m(\mathrm {H_{2}O} )]}{[t]}}={\frac {[S_{0}\cdot \sin(\beta )\cdot A]}{[c(\mathrm {H_{2}O} )\cdot \Delta T+q_{\text{v}}]}}}                                                                  |
| (8) | {\displaystyle m(\mathrm {H_{2}O} )\cdot (c(\mathrm {H_{2}O} )\cdot \Delta T+q_{\text{v}})=P_{\text{Sonne}}\cdot t}                         | {\displaystyle \mathrm {{\frac {kg}{s}}={\frac {{\frac {W}{m^{2}}}\cdot m^{2}}{{\frac {J}{kg\cdot K}}\cdot K+{\frac {J}{kg}}}}} }                                                                                    |
| (9) | {\displaystyle {\text{Durch Umstellen und mit (2) ergibt sich:}}}                                                                           | {\displaystyle \mathrm {{\frac {kg}{s}}={\frac {W}{{\frac {Ws}{kg}}+{\frac {Ws}{kg}}}}={\frac {W}{W\left({\frac {s}{kg}}+{\frac {s}{kg}}\right)}}} }                                                                 |
| (10) | {\displaystyle {\frac {m(\mathrm {H_{2}O} )}{t}}={\frac {S_{0}\cdot \sin(\beta )\cdot A}{c(\mathrm {H_{2}O} )\cdot \Delta T+q_{\text{v}}}}} | {\displaystyle \mathrm {{\frac {kg}{s}}={\frac {1}{\frac {s}{kg}}}={\frac {kg}{s}}} } |

Wie die Rechnung zeigt, dauert die Gewinnung 300 ml Wassers unter Idealbedingungen, die niemals erreicht werden, unter der Annahme 1 g = 1 ml Wasser, (300 g / (0,1 g/s) = 3000 s = 50 min) fast eine Stunde. In der Praxis ist sogar noch mit weitaus größeren Wartezeiten durch Verluste (Wärmeverlust an die Umgebung, Entweichen von Wasserdampf, Reflexion von Sonnenstrahlung) zu rechnen. Auch Verdunstung ist hier nicht erfasst.

### Selbstgefertigte Wasserfilter
Wasserfilter können an Ort und Stelle aus zur Verfügung stehenden Materialien, wie Gras, Holzkohle und Sand gebaut werden. So verfuhren früher etwa Soldaten und „Naturfreunde“.
Gründend auf ihrer Simplizität, ist ihre Nutzung auch durch Arme, die meist keinen Zugang zu sicherem Trinkwasser haben, ebenso möglich.
Bedauerlicherweise können diese Filter, wenn überhaupt, die Zahl der Krankheitserreger oder anderer schädlicher Inhaltsstoffe nur mindern und geben so ein trügerisches Sicherheitsgefühl.

### Presssäfte
Prinzipiell ist es auch möglich Pflanzen für die Gewinnung keimarmen Wassers zu nutzen. Allerdings sind die enthaltenen Mengen gerade in Wüstenregionen zu klein, um den Wasserbedarf zu decken. Zudem kann die Verwendung unbekannter Pflanzen zu Erbrechen und Durchfall führen, so dass mehr Wasser verloren als aufgenommen wird.

## Vergleich der Verfahren
| Wasserreinigungsverfahren | Biologische Gefahren | Biologische Gefahren | Biologische Gefahren | Chemische Gefahren  | Chemische Gefahren | Geruch & Geschmack |
| Wasserreinigungsverfahren | Bakterien & Sporen   | Würmer & Protozoen   | Viren                | organ. Verbindungen | Schwermetalle      | Geruch & Geschmack |
| Aufbereitung durch Abkochen |                      |                      |                      |                     |                    |                    |
| Mikrofiltration mit 0,5 µm Porendurchmesser |                      |                      | [ 23 ]               |                     |                    |                    |
| Aufbereitung mit Umkehrosmose |                      |                      |                      |                     | [ 23 ]             |                    |
| Aufbereitung mit Aktivkohle |                      |                      |                      |                     | [ 24 ]             |                    |
| Chemische Wasseraufbereitung |                      |                      |                      |                     |                    |                    |
| Wasserentkeimung durch Sonnen- oder UV-Licht |                      |                      |                      |                     |                    |                    |
| Destillation durch Sonnenstrahlung |                      |                      |                      |                     |                    |                    |
| Selbstgefertigte „Wasserfilter“ |                      |                      |                      |                     |                    |                    |
| Verbesserung; Verfahren zur Beseitigung dieser Gefahr ungeeignet; keine pauschale Antwort möglich (Details durch Platzieren des Cursors über dem Symbol) |                      |                      |                      |                     |                    |                    |